# Al-Hodeïda

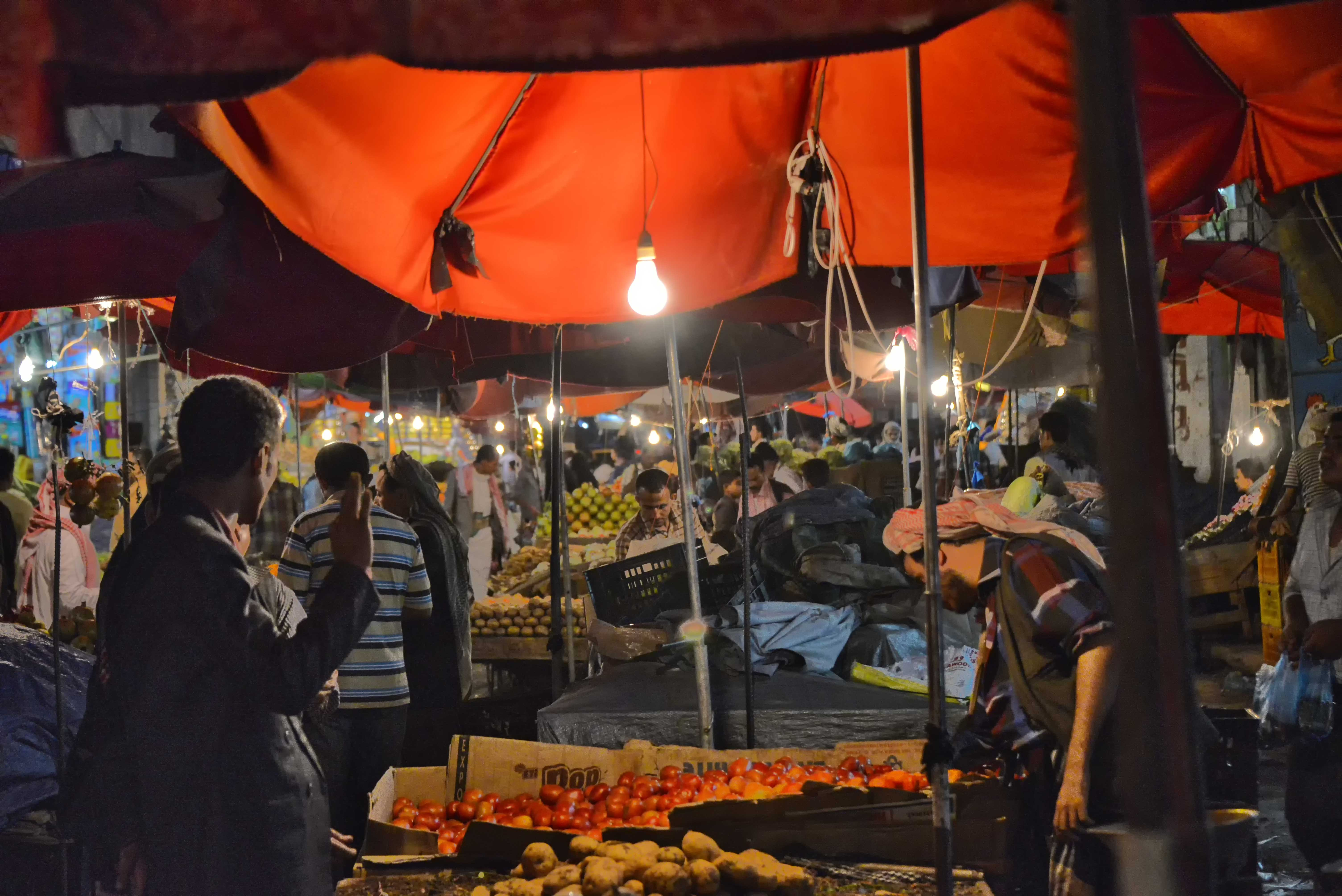
Marché de nuit en 2013.

Al-Hodeïda (aussi orthographié Hodeidah ou Al Hudaydah, (en arabe : الحديدة) est la quatrième ville du Yémen, avec une population de 409 994 habitants au recensement de 2004. C'est la capitale du gouvernorat d'al-Hodeïda.
Située sur la mer Rouge, la ville est un port important, à partir duquel sont exportés du café, du coton, des dattes et des peaux. Le port s'est développé à partir du milieu du XIXe siècle sous l'impulsion de l'Empire ottoman.

## Histoire
Sous l'Empire romain, le port avait pour nom Adedou Kome,.
En 1914, au cours de la Première Guerre mondiale, les troupes allemandes du Major Freiherr Othmar von Stotzingen établirent une station radio dans la ville. Celle-ci fut utilisée durant la Révolte arabe pour émettre des messages aussi loin qu'Istanbul ou l'Afrique orientale allemande et pour des fins de propagande au Soudan, au Somaliland et en Abyssinie.
Après un incendie important en 1961 qui détruisit une bonne partie de la ville, l'aide de l'Union soviétique permit de reconstruire la ville. Les Soviétiques y installèrent une base qui fut utilisée dans les années 1970 et 1980. Une autoroute reliant la ville à la capitale Sanaa fut construite en 1961.
La ville est un site culturel important, notamment avec plus de 100 mosquées anciennes, et sa vieille université.
Une des principales descriptions historiques de la ville provient de l'écrivain malais Abdullah bin Abdul Kadir, qui a fait étape à Al-Hodeïda sur le chemin de son pèlerinage vers la Mecque en 1854.

### Bombardements israéliens
Le 20 juillet 2024, la ville est bombardée par des F-35 Israéliens en représailles à l'envoi de missiles par les houthis.
Le 29 septembre 2024, une attaque aérienne de l'armée israélienne cible les installations portuaires et une centrale électrique, en riposte à des bombardements houthis sur Israël,.